# Ludeca di Mercia
Ludeca (... – 827) fu il diciannovesimo re di Mercia dall'826 all'827.
Salì sul trono dopo la morte di Beornwulf, caduto in battaglia contro l'esercito dell'Anglia orientale. L'anno successivo anch'egli cadde combattendo contro quel regno.